# 54-й отдельный инженерный батальон
54-й отдельный инженерный батальон  — воинское подразделение Вооружённых Сил СССР во время Великой Отечественной войны.

## История
В составе действующей армии с 22 июня 1941 по 14 июня 1944 года.
В июне 1941 года находится на Карельском перешейке, к сентябрю 1941 года изъят из состава 23-й армии и приступил к совершенствованию обороны на южных подступах к Ленинграду. В октябре 1941 года вошёл в состав 42-й армии и с тех пор являлся её армейским инженерным батальоном, проводил инженерное обеспечение всех операций, в которых участвовала армия. Базировался в районе Пулковских высот.
В январе 1943 года переводился с южных подступов к Ленинграду для участия в инженерном обеспечении операции по прорыву блокады Ленинграда.
Участвует в Ленинградско-Новгородской наступательной операции, отличился при освобождении Красного Села. 19 января 1944 года в районе Русско-Высоцкого сапёры батальона вместе с разведчиками 168-й стрелковой дивизии были в передовой группе 42-й армии, которая встретила наступающие с Ораниенбаумского плацдарма части 2-й ударной армии
14 июня 1944 года переформирован в 54-й отдельный инженерно-сапёрный батальон 21-й инженерно-сапёрной бригады.

## Полное наименование
- 54-й отдельный инженерный Красносельский батальон

## Подчинение
| Подчинение по месяцам | Подчинение по месяцам   | Подчинение по месяцам | Подчинение по месяцам | Подчинение по месяцам |
| Дата                  | Фронт (округ)           | Армия                 | Корпус (группа)       | Примечания            |
| --------------------- | ----------------------- | --------------------- | --------------------- | --------------------- |
| 22 июня 1941 года     | -                       | -                     | -                     | нет данных            |
| 01 июля 1941 года     | -                       | -                     | -                     | нет данных            |
| 10 июля 1941 года     | Ленинградский фронт     | 23-я армия            | -                     | нет данных            |
| 1 августа 1941 года   | Ленинградский фронт     | 23-я армия            | -                     | —                     |
| 1 сентября 1941 года  | Ленинградский фронт     | -                     | -                     | -                     |
| 1 октября 1941 года   | Ленинградский фронт     | -                     | -                     | -                     |
| 1 ноября 1941 года    | Ленинградский фронт     | 42-я армия            | -                     | -                     |
| 1 декабря 1941 года   | Ленинградский фронт     | 42-я армия            | -                     | -                     |
| 1 января 1942 года    | Ленинградский фронт     | 42-я армия            | -                     | —                     |
| 1 февраля 1942 года   | Ленинградский фронт     | 42-я армия            | -                     | —                     |
| 1 марта 1942 года     | Ленинградский фронт     | 42-я армия            | -                     | —                     |
| 1 апреля 1942 года    | Ленинградский фронт     | 42-я армия            | -                     | —                     |
| 1 мая 1942 года       | Ленинградский фронт     | 42-я армия            | -                     | —                     |
| 1 июня 1942 года      | Ленинградский фронт     | 42-я армия            | -                     | —                     |
| 1 июля 1942 года      | Ленинградский фронт     | 42-я армия            | -                     | —                     |
| 1 августа 1942 года   | Ленинградский фронт     | 42-я армия            | -                     | —                     |
| 1 сентября 1942 года  | Ленинградский фронт     | 42-я армия            | -                     | —                     |
| 1 октября 1942 года   | Ленинградский фронт     | 42-я армия            | -                     | —                     |
| 1 ноября 1942 года    | Ленинградский фронт     | 42-я армия            | -                     | —                     |
| 1 декабря 1942 года   | Ленинградский фронт     | 42-я армия            | -                     | —                     |
| 1 января 1943 года    | Ленинградский фронт     | 42-я армия            | -                     | —                     |
| 1 февраля 1943 года   | Ленинградский фронт     | 42-я армия            | -                     | —                     |
| 1 марта 1943 года     | Ленинградский фронт     | 42-я армия            | -                     | —                     |
| 1 апреля 1943 года    | Ленинградский фронт     | 42-я армия            | -                     | —                     |
| 1 мая 1943 года       | Ленинградский фронт     | 42-я армия            | -                     | —                     |
| 1 июня 1943 года      | Ленинградский фронт     | 42-я армия            | -                     | —                     |
| 1 июля 1943 года      | Ленинградский фронт     | 42-я армия            | -                     | —                     |
| 1 августа 1943 года   | Ленинградский фронт     | 42-я армия            | -                     | —                     |
| 1 сентября 1943 года  | Ленинградский фронт     | 42-я армия            | -                     | —                     |
| 1 октября 1943 года   | Ленинградский фронт     | 42-я армия            | -                     | —                     |
| 1 ноября 1943 года    | Ленинградский фронт     | 42-я армия            | -                     | —                     |
| 1 декабря 1943 года   | Ленинградский фронт     | 42-я армия            | -                     | —                     |
| 1 января 1944 года    | Ленинградский фронт     | 42-я армия            | -                     | —                     |
| 1 февраля 1944 года   | Ленинградский фронт     | 42-я армия            | -                     | —                     |
| 1 марта 1944 года     | Ленинградский фронт     | 42-я армия            | -                     | —                     |
| 1 апреля 1944 года    | Ленинградский фронт     | 42-я армия            | -                     | —                     |
| 1 мая 1944 года       | 3-й Прибалтийский фронт | 42-я армия            | -                     | —                     |
| 1 июня 1944 года      | 3-й Прибалтийский фронт | 42-я армия            | -                     | —                     |

## Командиры
- капитан Шестаков Николай Иосифович

## Награды и наименования
| Награда          | Дата                | За что получена |
| ---------------- | ------------------- | --------------- |
| «Красносельский» | 21 января 1944 года |                 |

## Другие инженерно-сапёрные подразделения с тем же номером
- 54-й отдельный сапёрный батальон 5-й стрелковой дивизии 1-го формирования
- 54-й отдельный сапёрный батальон 5-й стрелковой дивизии 2-го формирования
- 54-й гвардейский отдельный сапёрный батальон
- 54-й отдельный инженерно-сапёрный батальон 21-й инженерно-сапёрной бригады
- 54-й отдельный инженерно-сапёрный батальон 61-й инженерно-сапёрной бригады
- 54-й отдельный штурмовой инженерно-сапёрный батальон
- 54-й отдельный моторизованный понтонно-мостовой батальон Крымского, Северо-Кавказского фронтов, Приморской, 7-й отдельной армии
- 54-й отдельный моторизованный понтонно-мостовой Рижский батальон Северо-Западного, 2-го Прибалтийского, Ленинградского фронтов